# 라이베리아의 행정 구역
라이베리아는 15개의 주로 나뉘어져 있다. 주는 다시 136개의 2차 행정 구역인 구로 나뉘고, 다시 3차 행정 구역인 클랜으로 나뉜다.